# Маршалл, Джеймс
Джеймс Маршалл (нем. James Marshall; 1838 — 1902) — немецкий художник голландского происхождения.

## Биография
Родился 5 февраля 1838 года в Гааге.
Работал в Голландии, затем в Германии.
Умер 18 июля 1902 года в Лейпциге.

Некоторые работы
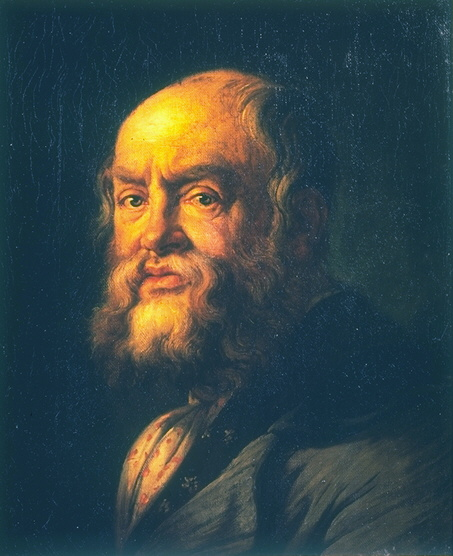
Портрет Бонавентуры Дженелли
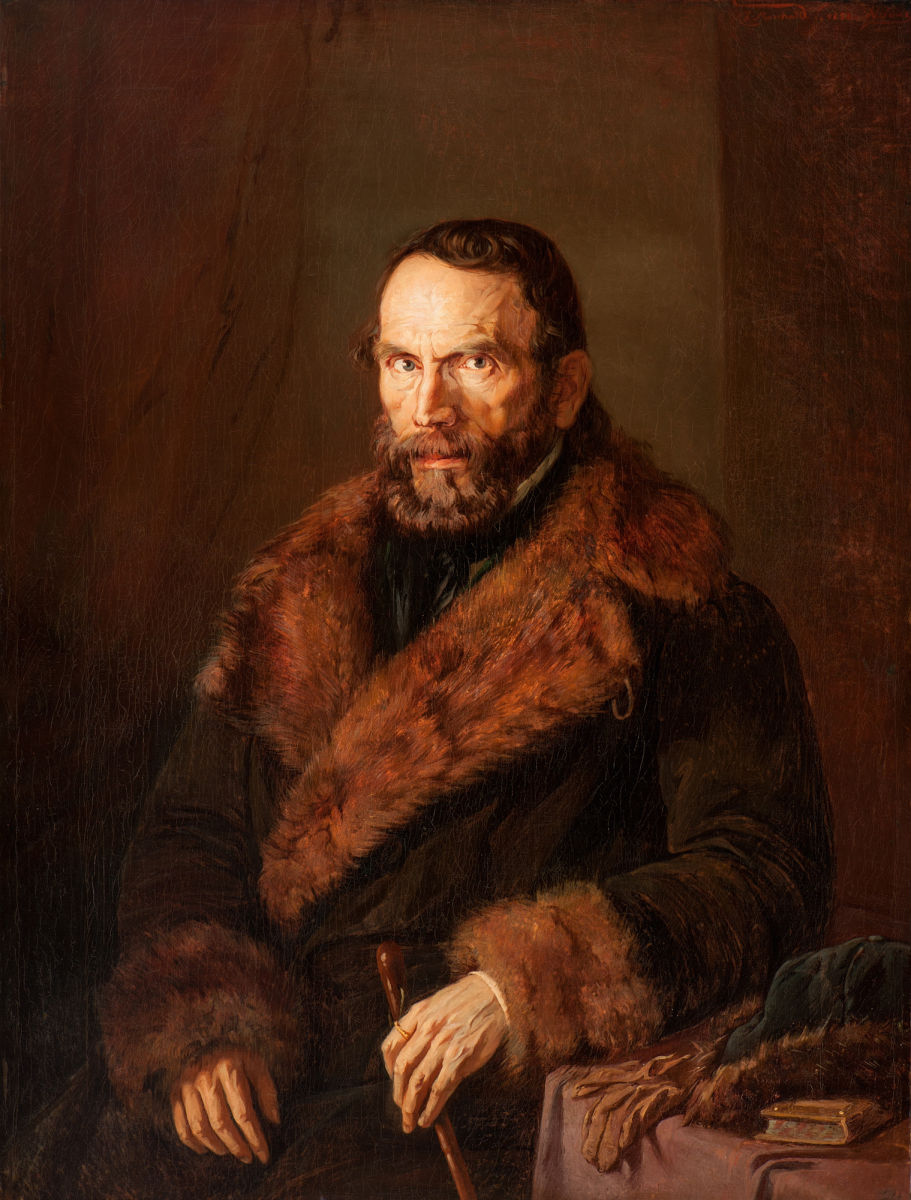
Портрет бородатого мужчины в шубе